# Don Goodman
Don Goodman est un footballeur anglais né le 9 mai 1966. Il était attaquant.